# Sight & Sound: Os Maiores Filmes de Todos os Tempos 2012

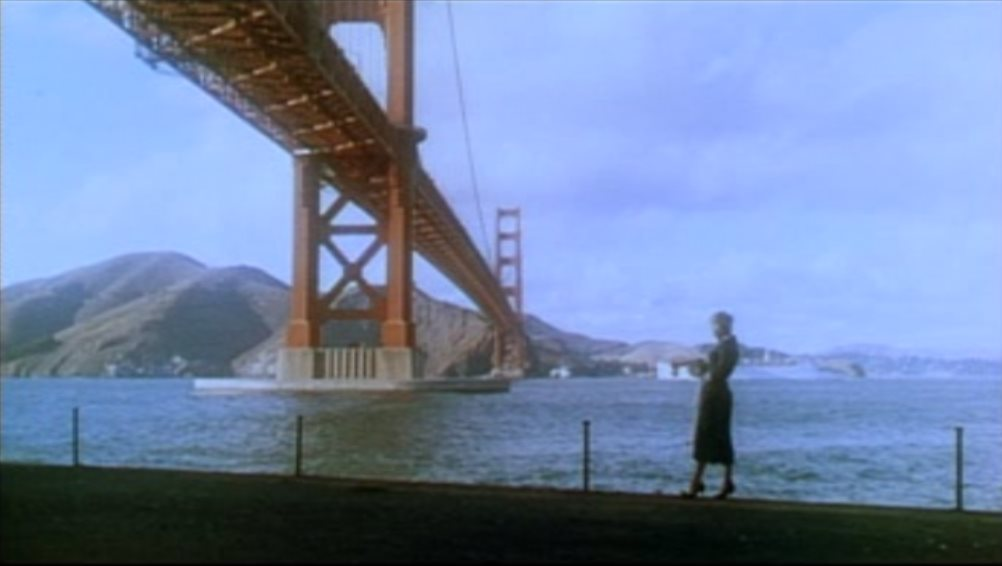
Um Corpo que Cai (1958), de Alfred Hitchcock, foi eleito o maior filme de todos os tempos pelos críticos pesquisados pela Sight & Sound, destronando Cidadão Kane, de Orson Welles, que liderou a lista por cinco décadas consecutivas.

A seguir estão Os 100 Maiores Filmes de Todos os Tempos, de acordo com as pesquisas conduzidas pela Sight & Sound e o British Film Institute, sendo publicadas na revista em setembro de 2012. Eles publicaram a lista de críticos, com base em 846 críticos, programadores, acadêmicos e distribuidores, e a lista de diretores, com base em 358 diretores e cineastas. A Sight & Sound, publicado pelo British Film Institute, realiza uma pesquisa sobre os melhores filmes da história a cada 10 anos desde 1952.

## Enquete dos Críticos

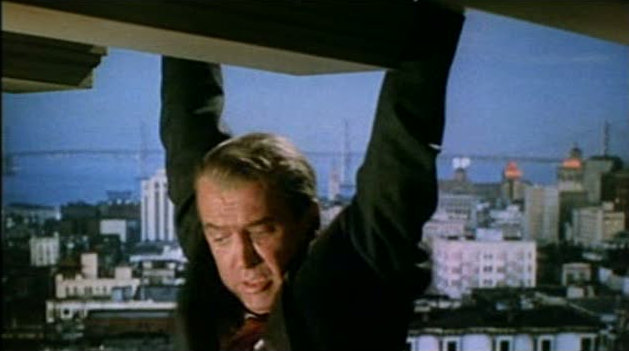
Um Corpo que Cai (1958)

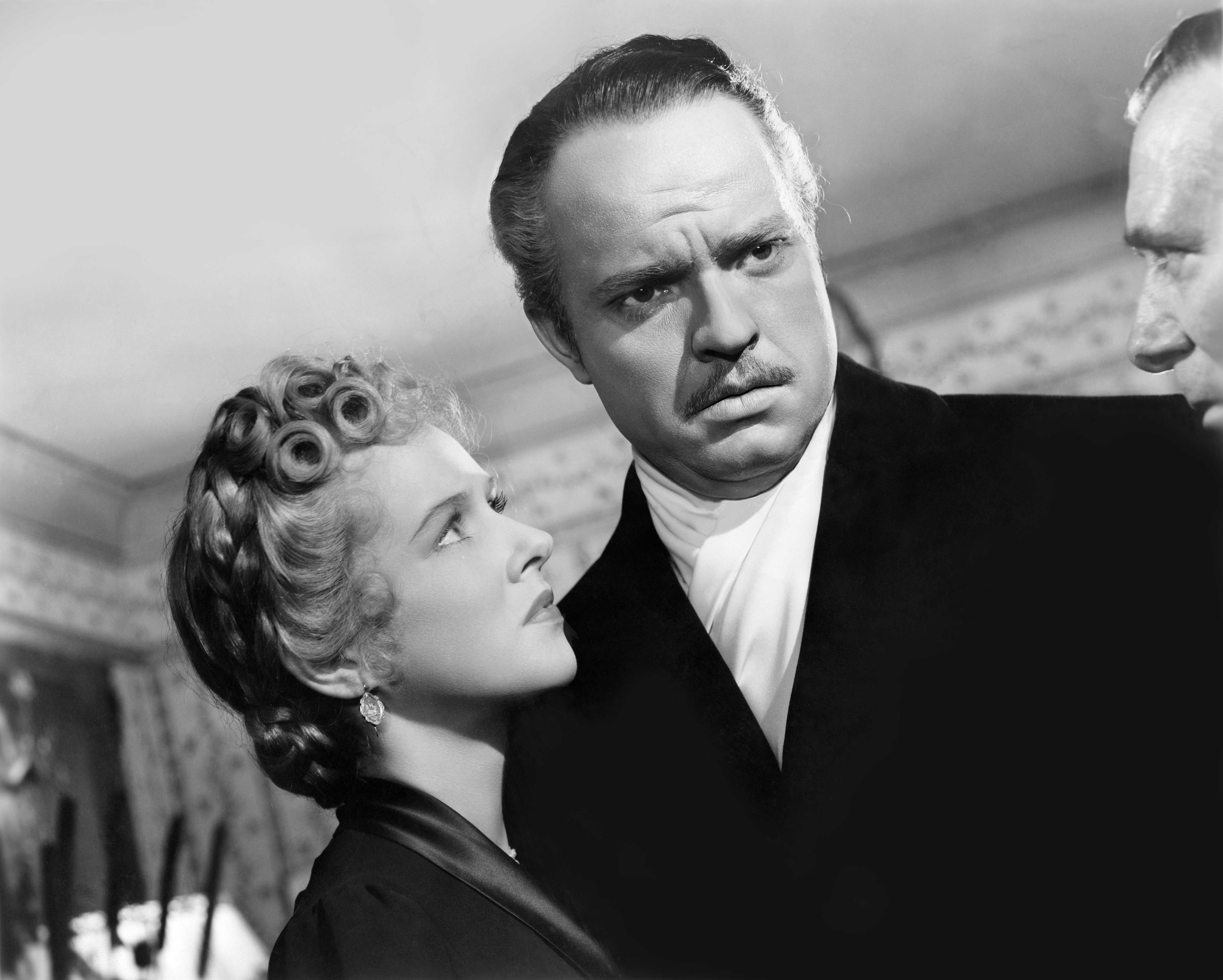
Cidadão Kane (1941)

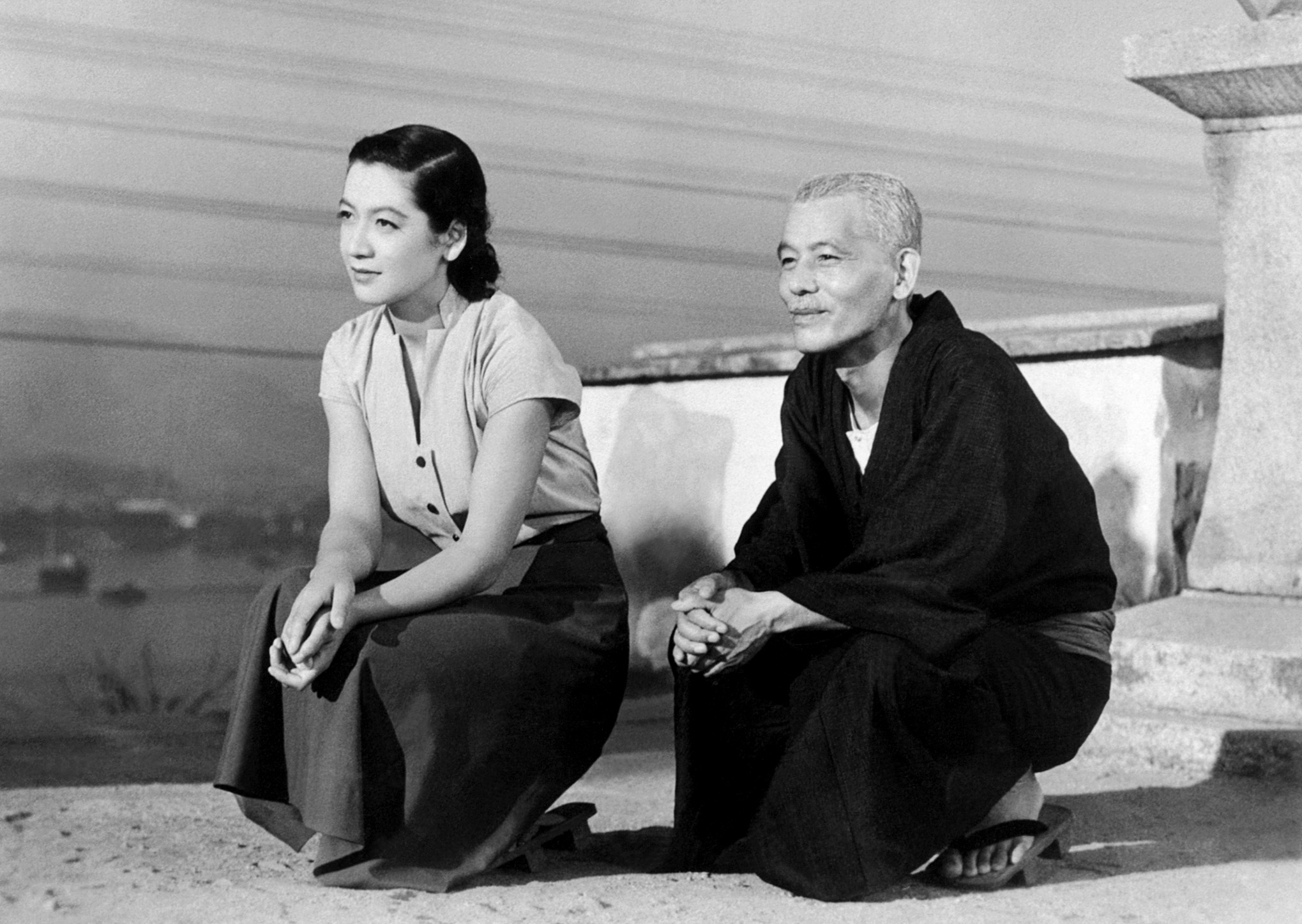
Era uma Vez em Tóquio (1953)

Na enquete dos críticos de 2012, Um Corpo que Cai ocupou a primeira posição, destronando Cidadão Kane, que liderou a lista por cinco décadas consecutivas.
1. Um Corpo que Cai (1958)
2. Cidadão Kane (1941)
3. Era uma Vez em Tóquio (1953)
4. A Regra do Jogo (1939)
5. Aurora (1927)
6. 2001: Uma Odisseia no Espaço (1968)
7. Rastros de Ódio (1956)
8. Um Homem com uma Câmera (1929)
9. A Paixão de Joana d'Arc (1928)
10. 8½ (1963)
11. O Encouraçado Potemkin (1925)
12. O Atalante (1934)
13. Acossado (1960)
14. Apocalypse Now (1979)
15. Pai e Filha (1949)
16. A Grande Testemunha (1966)
17. Os Sete Samurais (1954)
18. Quando Duas Mulheres Pecam (1966)
19. O Espelho (1975)
20. Cantando na Chuva (1952)
21. A Aventura (1960)
22. O Desprezo (1963)
23. O Poderoso Chefão (1972)
24. A Palavra (1955)
25. Amor à Flor da Pele (2000)
26. Rashomon (1950)
27. Andrey Rublev (1966)
28. Mulholland Drive (2001)
29. Stalker (1979)
30. Shoah (1985)
31. O Poderoso Chefão Parte II (1974)
32. Taxi Driver - Motorista de Táxi (1976)
33. Ladrões de Bicicleta (1948)
34. A General (1926)
35. Metrópolis (1927)
36. Psicose (1960)
37. Jeanne Dielman (1975)
38. Sátántangó (1994)
39. Os Incompreendidos (1959)
40. A Doce Vida (1960)
41. Romance na Itália (1954)
42. A Canção da Estrada (1955)
43. Quanto Mais Quente Melhor (1959)
44. Gertrud (1964)
45. O Demônio das Onze Horas (1965)
46. Playtime - Tempo de Diversão (1967)
47. Close-Up (1990)
48. A Batalha de Argel (1966)
49. Histoire(s) du cinéma (1988-1998)
50. Luzes da Cidade (1931)
51. Contos da Lua Vaga (1953)
52. A Pista (1962)
53. Intriga Internacional (1959)
54. Janela Indiscreta (1954)
55. Touro Indomável (1980)
56. M, o Vampiro de Dusseldorf (1931)
57. O Leopardo (1963)
58. A Marca da Maldade (1958)
59. Bancando o Águia (1924)
60. Barry Lyndon (1975)
61. A Mãe e a Puta (1973)
62. Intendente Sansho (1954)
63. Morangos Silvestres (1957)
64. Tempos Modernos (1936)
65. Crepúsculo dos Deuses (1950)
66. O Mensageiro do Diabo (1955)
67. O Batedor de Carteiras (1959)
68. Onde Começa o Inferno (1959)
69. Blade Runner: O Caçador de Androides (1982)
70. Veludo Azul (1986)
71. Sem Sol (1982)
72. Um Condenado à Morte Escapou (1956)
73. O Terceiro Homem (1949)
74. O Eclipse (1962)
75. O Boulevard do Crime (1945)
76. A Grande Ilusão (1937)
77. Nashville (1975)
78. Chinatown (1974)
79. Bom Trabalho (1999)
80. Era uma Vez no Oeste (1968)
81. Lawrence da Arábia (1962)
82. Soberba (1942)
83. O Espírito da Colmeia (1973)
84. Fanny e Alexander (1984)
85. Casablanca (1942)
86. A Cor da Romã (1968)
87. Ouro e Maldição (1924)
88. Um Dia Quente de Verão (1991)
89. Meu Ódio Será Tua Herança (1969)
90. Um Dia no Campo (1936)
91. Aguirre, a Cólera dos Deuses (1972)
92. Neste Mundo e no Outro (1946)
93. O Sétimo Selo (1957)
94. Um Cão Andaluz (1928)
95. Intolerância (1916)
96. As Coisas Simples da Vida (2000)
97. Coronel Blimp - Vida e Morte (1943)
98. A Viagem da Hiena (1973)
99. O Medo Consome a Alma (1974)
100. Imitação da Vida (1959)
101. Desejos Proibidos (1953)

## Enquete dos Diretores

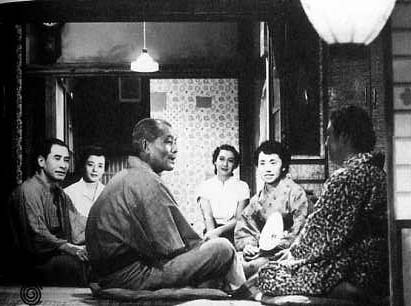
Era uma Vez em Tóquio (1953)

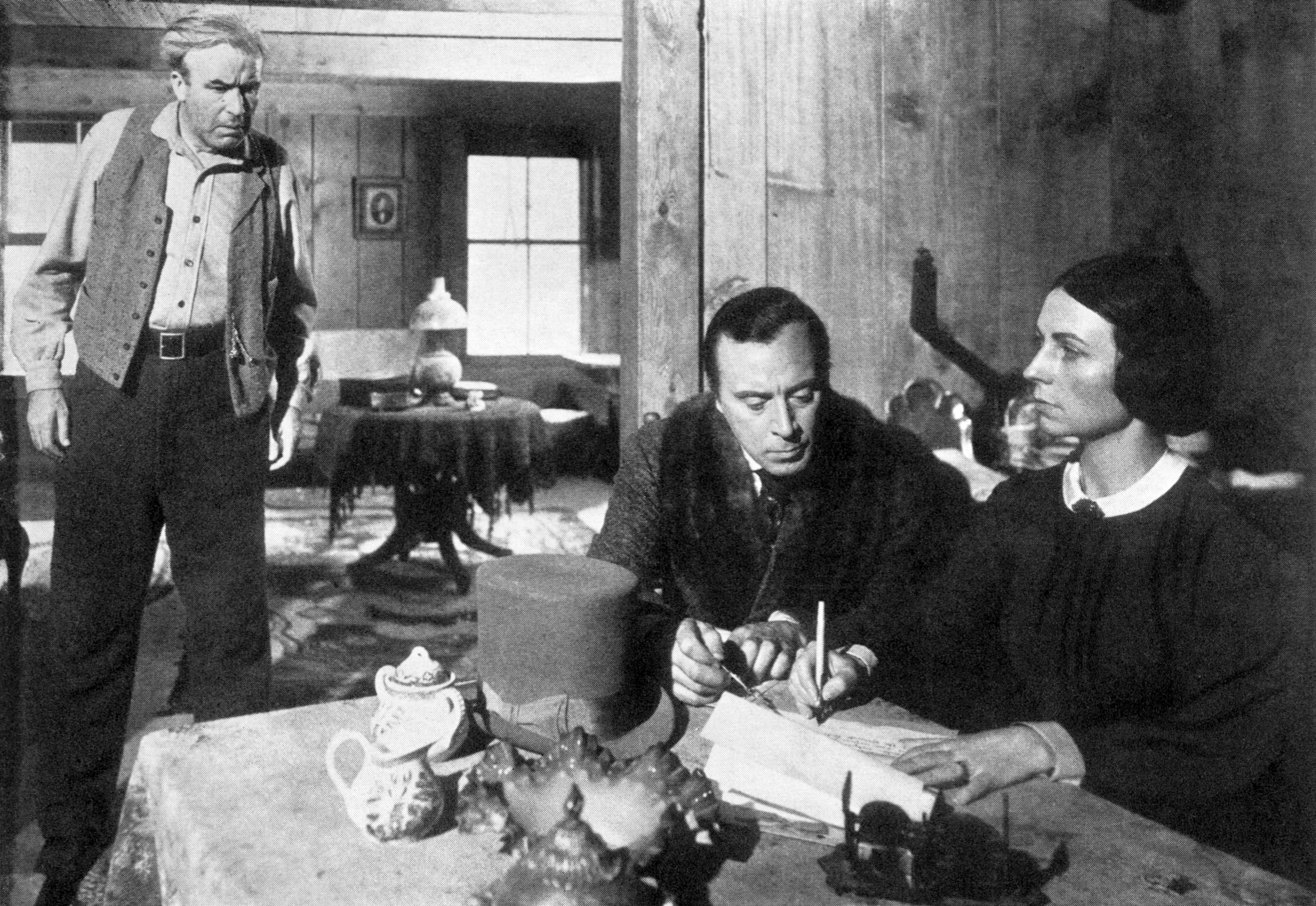
Cidadão Kane (1941)

Na enquete dos diretores de 2012, Era uma Vez em Tóquio ocupou a primeira posição, destronando Cidadão Kane que liderou as duas enquetes dos diretores das décadas predecessoras.
1. Era uma Vez em Tóquio (1953)
2. 2001: Uma Odisseia no Espaço (1968)
3. Cidadão Kane (1941)
4. 8½ (1963)
5. Taxi Driver - Motorista de Táxi (1976)
6. Apocalypse Now (1979)
7. O Poderoso Chefão (1972)
8. Um Corpo que Cai (1958)
9. O Espelho (1975)
10. Ladrões de Bicicletas (1948)
11. Acossado (1960)
12. Touro Indomável (1980)
13. Quando Duas Mulheres Pecam (1966)
14. Os Incompreendidos (1959)
15. Andrey Rublev (1966)
16. Fanny & Alexander (1982)
17. Os Sete Samurais (1954)
18. Rashomon (1950)
19. Barry Lyndon (1975)
20. A Palavra (1955)
21. A Grande Testemunha (1966)
22. Tempos Modernos (1936)
23. O Atalante (1934)
24. Aurora (1927)
25. As Regras do Jogo (1939)
26. A Marca da Maldade (1958)
27. O Mensageiro do Diabo (1955)
28. A Batalha de Argel (1966)
29. A Estrada da Vida (1954)
30. Stalker (1979)
31. Luzes da Cidade (1931)
32. A Aventura (1960)
33. Amarcord (1972)
34. The Gospel According to St. Matthew (1964)
35. O Poderoso Chefão Parte II (1974)
36. Vá e Veja (1985)
37. Close-Up (1989)
38. Quanto Mais Quente Melhor (1959)
39. A Doce Vida (1960)
40. A Paixão de Joana d'Arc (1927)
41. Playtime (1967)
42. A Man Escaped (1956)
43. Viridiana (1961)
44. Once Upon a Time in the West (1968)
45. Le Mépris (1963)
46. Se Meu Apartamento Falasse (1960)
47. Hour of the Wolf (1968)
48. Um Estranho no Ninho (1975)
49. Rastros de Ódio (1956)
50. Psicose (1960)
51. Um Homem com uma Câmera (1929)
52. Shoah (1985)
53. Lawrence da Arábia (1962)
54. O Eclipse (1962)
55. Pickpocket (1959)
56. Pather Panchali (1955)
57. Janela Indiscreta (1954)
58. Os Bons Companheiros (1990)
59. Blow Up (1966)
60. The Conformist (1970)
61. Aguirre, A Cólera dos Deuses (1972)
62. Gertrud (1964)
63. A Woman Under the Influence (1974)
64. Três Homens em Conflito (1966)
65. Blue Velvet (1986)
66. A Grande Ilusão (1937)
67. Badlands (1973)
68. Blade Runner (1982)
69. Crepúsculo dos Deuses (1950)
70. Ugetsu Monogatari (1953)
71. Cantando na Chuva (1951)
72. Amor à Flor da Pele (2000)
73. Journey to Italy (1954)
74. Vivre Sa Vie (1962)
75. O Sétimo Selo (1957)
76. Hidden (2004)
77. O Encouraçado Potemkin (1925)
78. M (1931)
79. Sangue Negro (2007)
80. O Iluminado (1980)
81. A General (1926)
82. Mulholland Drive - Cidade dos Sonhos (2001)
83. Laranja Mecânica (1971)
84. Fear Eats the Soul (1974)
85. Kes (1969)
86. Husbands (1970)
87. The Wild Bunch (1969)
88. Salò, or the 120 Days of Sodom (1975)
89. Tubarão (1975)
90. Los Olvidados (1950)
91. O Demônio das Onze Horas (1965)
92. Um Cão Andaluz (1928)
93. Chinatown (1974)
94. La maman et la putain (1973)
95. Bom Trabalho (1998)
96. Opening Night (1977)
97. The Gold Rush (1925)
98. Zero de Conduite (1933)
99. The Deer Hunter (1977)
100. L'argent (1983)
101. The Killing of a Chinese Bookie (1976)
102. Sem Sol (1982)
103. Don't Look Now (1973)
104. I am Cuba (1964)
105. Last Year At Marienbad (1961)
106. O Samurai (1967)

## Nova lista
Na atualização da lista publicada em 2022, Jeanne Dielman, 23, quai du commerce, 1080 Bruxelles (1975) alcança a primeira posição tirando Vertigo (1958) do topo e Citizen Kane (1941) caindo para terceiro.